# Lingua ammonita
La lingua ammonita, estinta ormai da secoli, appartiene al gruppo delle lingue cananaiche (famiglia linguistica afro-asiatica, ramo semitico), parlato dagli Ammoniti, menzionata parecchie volte dalla Bibbia. Gli Ammoniti vivevano nel regno di Ammon, nell'attuale Giordania nord-occidentale, e da loro prende il nome l'attuale capitale dello stato, Amman.
 Sono sopravvissuti solo pochi frammenti di iscrizioni in questa lingua- principalmente del IX secolo a.C., poi una bottiglia di bronzo del VII-VI secolo, proveniente dagli scavi di Tell Siran ed alcuni Ostraka. Per quello che si riesce a desumere da questo corpus estremamente ridotto, parrebbe che l'Ammonita fosse estremamente simile all'ebraico biblico, con alcune influenze dall'aramaico; le influenze includono, l'uso del verbo ‘bd invece del più comune ‘śh dell'Ebraico biblico. La sola altra differenza rilevante rispetto all'ebraico biblico è la sporadica ritenzione del femminile singolare -t (esempio: ‘šħt "cisterna"), ma ‘lyh "alto (femm.)".